# 湘南平塚コミュニティ放送
株式会社湘南平塚コミュニティ放送（しょうなんひらつかコミュニティほうそう）は、神奈川県平塚市に所在する、超短波放送（FM放送）を行う特定地上基幹放送事業者である。FM湘南ナパサ（周波数の78.3MHzが由来）の愛称でコミュニティ放送を行っている。

## 主な番組
- 住まいるホームのリフォームコンビニラジオ

月 12:45 - 13:00
- おしゃべりマンデー

月 19:00 - 20:00
- バリア!フリフリ天国

月 20:00 - 20:30
- 明るい介護／「セブンＳ!ビリーブ」※隔週

月 20:30 - 21:00
- Soul to Soul

月 21:00 - 22:00
- Shonan Goodies

月 22:00 - 22:30
- 全力!!湘南タイムズ

月 22:30 - 23:00
- インタナショナルナパサ

火 19:00 - 20:00
- こちらラジオ番組制作部

火 20:00 - 20:30
- ナパサで防災

火 20:30 - 21:00
- ミマスの星空音楽館

火 21:00 - 22:00
- Ruby Tuesday ROCKS

火 22:30 - 23:00
- これ、かっこいいね♪

水 19:00 - 19:30
- ひなぱぱさ～ヒナタとパパでナパサ～

水 19:30 - 20:00
- 元気が出るラジオ「水曜ハイテンション!」

水 20:00 - 20:30
- DJ翔児の◯◯じゃん!

水 20:30 - 21:00
- ザ・ヒーナキャットのぷぷぷぷあぁーっぷ

水 21:00 - 21:30
- Club NP

水 21:30 - 22:00
- 香寿美のミュージックストリーム

水 22:00 - 22:30
- FM水曜night show

水 22:30 - 23:00
- ベルマーレホルダースタジアム

木 19:00 - 19:30
- LAZY KANGAROO

木 19:30 - 20:00
- やさしいにほんごやさしいにほん

木 20:00 - 20:30
- ビックパワーの仲間たち

木 20:30 - 21:00
- MUSIC SCHOOL BUS!

木 21:00 - 22:00
- スポットチューン

木 22:30 - 23:00
- ウィークエンドスピリット・湘南

金 19:30 - 20:00
- グルメ・グルメ・グルメ

金 20:00 - 20:30
- 湘南平塚 マイ・ライフ（ミュージック・ゴーズ・オン）

金 20:30 -  21:00
- アメリカン・ミュージックショップ

金 21:00 - 22:00
- PIECE　PLUS

金 22:00 - 22:15
- 摩耶のハッピーサタデー

土 19:00 - 20:00
- 進撃ラジオ!サブカルサタデー

土 20:00 - 20:30
- 清水友美のLOVE湘南

土 20:30 - 21:00
- サタデーミュージックナイト　スポーツフリーク

土 21:00 - 22:00
- Emi U laughのLaugh on Saturday

土 22:00 - 22:30
- カレッジDJネットワーク

日 19:00 - 21:00
- 湘南エンタメタウン

日 21:00 - 23:00
- ベルマーレホルダースタジアム

木 20:30 - 21:00 湘南ベルマーレスポーツクラブのビーチバレーGM・トライアスロンヘッドコーチによる番組。
- Jリーグ湘南ベルマーレホームゲーム完全実況生中継

## サテライトスタジオ
- OSC湘南シティ - オープンモールスタジオ『ビッグウェーブナパサ』

神奈川県平塚市代官町33番地1号　OSC湘南シティオープンモール内

## 出資者
平塚商工会議所（筆頭株主であり、マスメディア集中排除原則による公表対象として公示されている） 、平塚市、株式会社加川商事、学校法人東海大学、平塚市商店街連合会、日産車体株式会社、湘南ステーションビル株式会社、平塚信用金庫、平塚市漁業協同組合、松神産業株式会社、株式会社舟平、株式会社エフエム東京、株式会社稲元屋、平安レイサービス株式会社、株式会社サンライフ　他50社